# Ancylolomia atrifasciata
Ancylolomia atrifasciata là một loài bướm đêm trong họ Crambidae.